# Coppa del Mondo di sci di fondo 2019
La Coppa del Mondo di sci di fondo 2019 è stata la trentottesima edizione della manifestazione organizzata dalla Federazione Internazionale Sci; è iniziata il 24 novembre 2018 a Kuusamo, in Finlandia, e si è conclusa il 24 marzo 2019 a Québec, in Canada. Nel corso della stagione si sono tenuti a Seefeld in Tirol i Campionati mondiali di sci nordico 2019, non validi ai fini della Coppa del Mondo, il cui calendario ha contemplato dunque un'interruzione tra febbraio e marzo.
In campo sia maschile sia femminile sono state disputate 19 gare individuali (8 di distanza, 8 sprint, 3 competizioni intermedie a tappe) e 4 a squadre (2 staffette, 2 sprint a squadre), in 16 diverse località.
Tra gli uomini il norvegese Johannes Høsflot Klæbo si è aggiudicato sia la coppa di cristallo, il trofeo assegnato al vincitore della classifica generale, sia la Coppa di sprint; il russo Aleksandr Bol'šunov ha vinto la Coppa di distanza. Klæbo era il detentore uscente della Coppa generale.
Tra le donne la norvegese Ingvild Flugstad Østberg si è aggiudicata sia la coppa di cristallo, il trofeo assegnato alla vincitrice della classifica generale; la sua connazionale Therese Johaug ha vinto la Coppa di distanza, la svedese Stina Nilsson quella di sprint. La norvegese Heidi Weng era la detentrice uscente della Coppa generale.

## Uomini

### Risultati
| Data                             | Località                                      | Nazione                         | Specialità     | Primo                                                                      | Secondo                                                                        | Terzo                                                                           |
| -------------------------------- | --------------------------------------------- | ------------------------------- | -------------- | -------------------------------------------------------------------------- | ------------------------------------------------------------------------------ | ------------------------------------------------------------------------------- |
| 24 novembre 2018                 | Kuusamo                                       | Finlandia                       | SP TC          | Aleksandr Bol'šunov                                                        | Johannes Høsflot Klæbo                                                         | Eirik Brandsdal                                                                 |
| 25 novembre 2018                 | Kuusamo                                       | Finlandia                       | 15 km TC       | Aleksandr Bol'šunov                                                        | Emil Iversen                                                                   | Calle Halfvarsson                                                               |
| 30 novembre 2018 2 dicembre 2018 | Lillehammer                                   | Norvegia                        | Nordic Opening | Didrik Tønseth                                                             | Sjur Røthe                                                                     | Emil Iversen                                                                    |
| 8 dicembre 2018                  | Beitostølen                                   | Norvegia                        | 30 km TL       | Sjur Røthe                                                                 | Martin Johnsrud Sundby                                                         | Andrej Mel'ničenko                                                              |
| 9 dicembre 2018                  | Beitostølen                                   | Norvegia                        | 4x7,5 km       | Norvegia I Emil Iversen Martin Johnsrud Sundby Sjur Røthe Finn Hågen Krogh | Russia I Evgenij Belov Aleksandr Bol'šunov Denis Spicov Andrej Mel'ničenko     | Norvegia II Didrik Tønseth Hans Christer Holund Magne Haga Simen Hegstad Krüger |
| 15 dicembre 2018                 | Davos                                         | Svizzera                        | SP TL          | Johannes Høsflot Klæbo                                                     | Federico Pellegrino                                                            | Baptiste Gros                                                                   |
| 16 dicembre 2018                 | Davos                                         | Svizzera                        | 15 km TL       | Evgenij Belov                                                              | Maurice Manificat                                                              | Martin Johnsrud Sundby                                                          |
| 29 dicembre 2018 6 gennaio 2019  | Dobbiaco Val Müstair Oberstdorf Val di Fiemme | Italia Svizzera Germania Italia | Tour de Ski    | Johannes Høsflot Klæbo                                                     | Sergej Ustjugov                                                                | Simen Hegstad Krüger                                                            |
| 12 gennaio 2019                  | Dresda                                        | Germania                        | SP TL          | Sindre Bjørnestad Skar                                                     | Gleb Retivych                                                                  | Erik Valnes                                                                     |
| 13 gennaio 2019                  | Dresda                                        | Germania                        | TS TL          | Norvegia I Erik Valnes Sindre Bjørnestad Skar                              | Norvegia II Pål Golberg Eirik Brandsdal                                        | Russia I Artëm Mal'cev Gleb Retivych                                            |
| 19 gennaio 2019                  | Otepää                                        | Estonia                         | SP TC          | Johannes Høsflot Klæbo                                                     | Aleksandr Bol'šunov                                                            | Pål Golberg                                                                     |
| 20 gennaio 2019                  | Otepää                                        | Estonia                         | 15 km TC       | Iivo Niskanen                                                              | Aleksandr Bol'šunov                                                            | Didrik Tønseth                                                                  |
| 26 gennaio 2019                  | Ulricehamn                                    | Svezia                          | 15 km TL       | Maurice Manificat                                                          | Simen Hegstad Krüger                                                           | Didrik Tønseth                                                                  |
| 27 gennaio 2019                  | Ulricehamn                                    | Svezia                          | 4x7,5 km       | Russia II Evgenij Belov Aleksandr Bessmertnych Denis Spicov Artëm Mal'cev  | Russia I Andrej Lar'kov Aleksandr Bol'šunov Andrej Mel'ničenko Sergej Ustjugov | Norvegia Hans Christer Holund Didrik Tønseth Sjur Røthe Simen Hegstad Krüger    |
| 9 febbraio 2019                  | Lahti                                         | Finlandia                       | SP TL          | Johannes Høsflot Klæbo                                                     | Federico Pellegrino                                                            | Finn Hågen Krogh                                                                |
| 10 febbraio 2019                 | Lahti                                         | Finlandia                       | TS TC          | Norvegia I Emil Iversen Johannes Høsflot Klæbo                             | Norvegia II Sindre Bjørnestad Skar Eirik Brandsdal                             | Finlandia I Iivo Niskanen Ristomatti Hakola                                     |
| 16 febbraio 2019                 | Cogne                                         | Italia                          | SP TL          | Federico Pellegrino                                                        | Francesco De Fabiani                                                           | Lucas Chanavat                                                                  |
| 17 febbraio 2019                 | Cogne                                         | Italia                          | 15 km TC       | Aleksandr Bol'šunov                                                        | Iivo Niskanen                                                                  | Aleksandr Bessmertnych                                                          |
| 9 marzo 2019                     | Oslo                                          | Norvegia                        | 50 km TC MS    | Aleksandr Bol'šunov                                                        | Maksim Vylegžanin                                                              | Andrej Lar'kov                                                                  |
| 12 marzo 2019                    | Drammen                                       | Norvegia                        | SP TC          | Johannes Høsflot Klæbo                                                     | Eirik Brandsdal                                                                | Richard Jouve                                                                   |
| 16 marzo 2019                    | Falun                                         | Svezia                          | SP TL          | Johannes Høsflot Klæbo                                                     | Emil Iversen                                                                   | Sindre Bjørnestad Skar                                                          |
| 17 marzo 2019                    | Falun                                         | Svezia                          | 15 km TL       | Aleksandr Bol'šunov                                                        | Martin Johnsrud Sundby                                                         | Didrik Tønseth                                                                  |
| 22 marzo 2019 24 marzo 2019      | Québec                                        | Canada                          | Finali         | Johannes Høsflot Klæbo                                                     | Alex Harvey                                                                    | Aleksandr Bol'šunov                                                             |

Legenda:

TC = tecnica classica

TL = tecnica libera

SP = sprint

TS = sprint a squadre

MS = partenza in linea

#### Competizioni intermedie
| Nordic Opening 2019 |                   |                   |                   |                        |                      |                        |
| Data                | Località          | Nazione           | Specialità        | Primo                  | Secondo              | Terzo                  |
| 30 novembre 2018    | Lillehammer       | Norvegia          | SP TL             | Federico Pellegrino    | Emil Iversen         | Alex Harvey            |
| 1º dicembre 2018    | Lillehammer       | Norvegia          | 15 km TL          | Sjur Røthe             | Didrik Tønseth       | Denis Spicov           |
| 2 dicembre 2018     | Lillehammer       | Norvegia          | 15 km TC PU       | Janosch Brugger        | Jean-Marc Gaillard   | Erik Bjornsen          |
| Classifica finale   | Classifica finale | Classifica finale | Classifica finale | Didrik Tønseth         | Sjur Røthe           | Emil Iversen           |
|                     |                   |                   |                   |                        |                      |                        |
| Tour de Ski 2019    |                   |                   |                   |                        |                      |                        |
| Data                | Località          | Nazione           | Specialità        | Primo                  | Secondo              | Terzo                  |
| 29 dicembre 2018    | Dobbiaco          | Italia            | SP TL             | Johannes Høsflot Klæbo | Richard Jouve        | Lucas Chanavat         |
| 30 dicembre 2018    | Dobbiaco          | Italia            | 15 km TL          | Sergej Ustjugov        | Simen Hegstad Krüger | Aleksandr Bol'šunov    |
| 1º gennaio 2019     | Val Müstair       | Svizzera          | SP TL             | Johannes Høsflot Klæbo | Federico Pellegrino  | Sergej Ustjugov        |
| 2 gennaio 2019      | Oberstdorf        | Germania          | 15 km TC MS       | Emil Iversen           | Francesco De Fabiani | Sergej Ustjugov        |
| 3 gennaio 2019      | Oberstdorf        | Germania          | 15 km TL PU       | Johannes Høsflot Klæbo | Sergej Ustjugov      | Aleksandr Bol'šunov    |
| 5 gennaio 2019      | Val di Fiemme     | Italia            | 15 km TC MS       | Johannes Høsflot Klæbo | Francesco De Fabiani | Aleksandr Bol'šunov    |
| 6 gennaio 2019      | Val di Fiemme     | Italia            | 9 km TL PU        | Sjur Røthe             | Simen Hegstad Krüger | Andrej Mel'ničenko     |
| Classifica finale   | Classifica finale | Classifica finale | Classifica finale | Johannes Høsflot Klæbo | Sergej Ustjugov      | Simen Hegstad Krüger   |
|                     |                   |                   |                   |                        |                      |                        |
| Finali 2019         |                   |                   |                   |                        |                      |                        |
| Data                | Località          | Nazione           | Specialità        | Primo                  | Secondo              | Terzo                  |
| 22 marzo 2019       | Québec            | Canada            | SP TL             | Johannes Høsflot Klæbo | Federico Pellegrino  | Sindre Bjørnestad Skar |
| 23 marzo 2019       | Québec            | Canada            | 15 km TC MS       | Johannes Høsflot Klæbo | Alex Harvey          | Didrik Tønseth         |
| 24 marzo 2019       | Québec            | Canada            | 15 km TL PU       | Alex Harvey            | Aleksandr Bol'šunov  | Simi Hamilton          |
| Classifica finale   | Classifica finale | Classifica finale | Classifica finale | Johannes Høsflot Klæbo | Alex Harvey          | Aleksandr Bol'šunov    |

Legenda:

TC = tecnica classica

TL = tecnica libera

SP = sprint

PU = inseguimento

MS = partenza in linea

### Classifiche

#### Generale
| Pos. | Nome                   | Nazione  | Punti |
| ---- | ---------------------- | -------- | ----- |
| 1    | Johannes Høsflot Klæbo | Norvegia | 1717  |
| 2    | Aleksandr Bol'šunov    | Russia   | 1617  |
| 3    | Sjur Røthe             | Norvegia | 974   |
| 4    | Simen Hegstad Krüger   | Norvegia | 907   |
| 5    | Didrik Tønseth         | Norvegia | 865   |
| 6    | Emil Iversen           | Norvegia | 825   |
| 7    | Francesco De Fabiani   | Italia   | 817   |
| 8    | Federico Pellegrino    | Italia   | 706   |
| 9    | Martin Johnsrud Sundby | Norvegia | 689   |
| 10   | Sergej Ustjugov        | Russia   | 633   |

#### Distanza
| Pos. | Nome                   | Nazione  | Punti |
| ---- | ---------------------- | -------- | ----- |
| 1    | Aleksandr Bol'šunov    | Russia   | 864   |
| 2    | Sjur Røthe             | Norvegia | 558   |
| 3    | Martin Johnsrud Sundby | Norvegia | 513   |
| 4    | Simen Hegstad Krüger   | Norvegia | 495   |
| 5    | Didrik Tønseth         | Norvegia | 484   |

#### Sprint
| Pos. | Nome                   | Nazione  | Punti |
| ---- | ---------------------- | -------- | ----- |
| 1    | Johannes Høsflot Klæbo | Norvegia | 754   |
| 2    | Federico Pellegrino    | Italia   | 555   |
| 3    | Eirik Brandsdal        | Norvegia | 471   |
| 4    | Sindre Bjørnestad Skar | Norvegia | 444   |
| 5    | Aleksandr Bol'šunov    | Russia   | 363   |

## Donne

### Risultati
| Data                             | Località                                      | Nazione                         | Specialità     | Prima                                                                                    | Seconda                                                                   | Terza                                                                                |
| -------------------------------- | --------------------------------------------- | ------------------------------- | -------------- | ---------------------------------------------------------------------------------------- | ------------------------------------------------------------------------- | ------------------------------------------------------------------------------------ |
| 24 novembre 2018                 | Kuusamo                                       | Finlandia                       | SP TC          | Julija Belorukova                                                                        | Maja Dahlqvist                                                            | Ida Ingemarsdotter                                                                   |
| 25 novembre 2018                 | Kuusamo                                       | Finlandia                       | 10 km TC       | Therese Johaug                                                                           | Charlotte Kalla                                                           | Ebba Andersson                                                                       |
| 30 novembre 2018 2 dicembre 2018 | Lillehammer                                   | Norvegia                        | Nordic Opening | Therese Johaug                                                                           | Ebba Andersson                                                            | Ingvild Flugstad Østberg                                                             |
| 8 dicembre 2018                  | Beitostølen                                   | Norvegia                        | 15 km TL       | Therese Johaug                                                                           | Charlotte Kalla                                                           | Ingvild Flugstad Østberg                                                             |
| 9 dicembre 2018                  | Beitostølen                                   | Norvegia                        | 4x5 km         | Norvegia I Heidi Weng Therese Johaug Ragnhild Haga Ingvild Flugstad Østberg              | Russia II Lidija Durkina Anna Žerebjat'eva Marija Istomina Elena Soboleva | Finlandia I Johanna Matintalo Krista Pärmäkoski Riitta-Liisa Roponen Eveliina Piippo |
| 15 dicembre 2018                 | Davos                                         | Svizzera                        | SP TL          | Stina Nilsson                                                                            | Sophie Caldwell                                                           | Maja Dahlqvist                                                                       |
| 16 dicembre 2018                 | Davos                                         | Svizzera                        | 10 km TL       | Therese Johaug                                                                           | Ingvild Flugstad Østberg                                                  | Krista Pärmäkoski                                                                    |
| 29 dicembre 2018 6 gennaio 2019  | Dobbiaco Val Müstair Oberstdorf Val di Fiemme | Italia Svizzera Germania Italia | Tour de Ski    | Ingvild Flugstad Østberg                                                                 | Natal'ja Neprjaeva                                                        | Krista Pärmäkoski                                                                    |
| 12 gennaio 2019                  | Dresda                                        | Germania                        | SP TL          | Stina Nilsson                                                                            | Maja Dahlqvist                                                            | Jonna Sundling                                                                       |
| 13 gennaio 2019                  | Dresda                                        | Germania                        | TS TL          | Svezia I Stina Nilsson Maja Dahlqvist                                                    | Svezia II Ida Ingemarsdotter Jonna Sundling                               | Norvegia I Mari Eide Maiken Caspersen Falla                                          |
| 19 gennaio 2019                  | Otepää                                        | Estonia                         | SP TC          | Maiken Caspersen Falla                                                                   | Natal'ja Neprjaeva                                                        | Maja Dahlqvist                                                                       |
| 20 gennaio 2019                  | Otepää                                        | Estonia                         | 10 km TC       | Therese Johaug                                                                           | Ebba Andersson                                                            | Natal'ja Neprjaeva                                                                   |
| 26 gennaio 2019                  | Ulricehamn                                    | Svezia                          | 10 km TL       | Therese Johaug                                                                           | Astrid Uhrenholdt Jacobsen                                                | Ebba Andersson                                                                       |
| 27 gennaio 2019                  | Ulricehamn                                    | Svezia                          | 4x5 km         | Norvegia I Heidi Weng Therese Johaug Astrid Uhrenholdt Jacobsen Ingvild Flugstad Østberg | Svezia I Evelina Settlin Ebba Andersson Charlotte Kalla Jonna Sundling    | Finlandia Laura Mononen Krista Pärmäkoski Riitta-Liisa Roponen Eveliina Piippo       |
| 9 febbraio 2019                  | Lahti                                         | Finlandia                       | SP TL          | Maiken Caspersen Falla                                                                   | Sophie Caldwell                                                           | Maja Dahlqvist                                                                       |
| 10 febbraio 2019                 | Lahti                                         | Finlandia                       | TS TC          | Svezia I Ida Ingemarsdotter Maja Dahlqvist                                               | Norvegia I Tiril Udnes Weng Maiken Caspersen Falla                        | Svezia II Evelina Settlin Hanna Falk                                                 |
| 16 febbraio 2019                 | Cogne                                         | Italia                          | SP TL          | Jessica Diggins                                                                          | Sandra Ringwald                                                           | Johanna Hagström                                                                     |
| 17 febbraio 2019                 | Cogne                                         | Italia                          | 10 km TC       | Kerttu Niskanen                                                                          | Nadine Fähndrich                                                          | Natal'ja Neprjaeva                                                                   |
| 10 marzo 2019                    | Oslo                                          | Norvegia                        | 30 km TC MS    | Therese Johaug                                                                           | Natal'ja Neprjaeva                                                        | Ebba Andersson                                                                       |
| 12 marzo 2019                    | Drammen                                       | Norvegia                        | SP TC          | Maiken Caspersen Falla                                                                   | Astrid Uhrenholdt Jacobsen                                                | Natal'ja Neprjaeva                                                                   |
| 16 marzo 2019                    | Falun                                         | Svezia                          | SP TL          | Stina Nilsson                                                                            | Maiken Caspersen Falla                                                    | Maja Dahlqvist                                                                       |
| 17 marzo 2019                    | Falun                                         | Svezia                          | 10 km TL       | Therese Johaug                                                                           | Ebba Andersson                                                            | Jessica Diggins                                                                      |
| 22 marzo 2019 24 marzo 2019      | Québec                                        | Canada                          | Finali         | Stina Nilsson                                                                            | Therese Johaug                                                            | Ingvild Flugstad Østberg                                                             |

Legenda:

TC = tecnica classica

TL = tecnica libera

SP = sprint

TS = sprint a squadre

MS = partenza in linea

#### Competizioni intermedie
| Nordic Opening 2019 |                   |                   |                   |                          |                          |                          |
| Data                | Località          | Nazione           | Specialità        | Prima                    | Seconda                  | Terza                    |
| 30 novembre 2018    | Lillehammer       | Norvegia          | SP TL             | Jonna Sundling           | Stina Nilsson            | Sadie Bjornsen           |
| 1º dicembre 2018    | Lillehammer       | Norvegia          | 10 km TL          | Therese Johaug           | Ebba Andersson           | Charlotte Kalla          |
| 2 dicembre 2018     | Lillehammer       | Norvegia          | 10 km TC PU       | Therese Johaug           | Ingvild Flugstad Østberg | Ebba Andersson           |
| Classifica finale   | Classifica finale | Classifica finale | Classifica finale | Therese Johaug           | Ebba Andersson           | Ingvild Flugstad Østberg |
|                     |                   |                   |                   |                          |                          |                          |
| Tour de Ski 2019    |                   |                   |                   |                          |                          |                          |
| Data                | Località          | Nazione           | Specialità        | Primo                    | Secondo                  | Terzo                    |
| 29 dicembre 2018    | Dobbiaco          | Italia            | SP TL             | Stina Nilsson            | Ida Ingemarsdotter       | Jessica Diggins          |
| 30 dicembre 2018    | Dobbiaco          | Italia            | 10 km TL          | Natal'ja Neprjaeva       | Ingvild Flugstad Østberg | Anastasija Sedova        |
| 1º gennaio 2019     | Val Müstair       | Svizzera          | SP TL             | Stina Nilsson            | Sophie Caldwell          | Jessica Diggins          |
| 2 gennaio 2019      | Oberstdorf        | Germania          | 10 km TC MS       | Ingvild Flugstad Østberg | Natal'ja Neprjaeva       | Anastasija Sedova        |
| 3 gennaio 2019      | Oberstdorf        | Germania          | 10 km TL PU       | Ingvild Flugstad Østberg | Natal'ja Neprjaeva       | Jessica Diggins          |
| 5 gennaio 2019      | Val di Fiemme     | Italia            | 10 km TC MS       | Ingvild Flugstad Østberg | Natal'ja Neprjaeva       | Anastasija Sedova        |
| 6 gennaio 2019      | Val di Fiemme     | Italia            | 9 km TL PU        | Ingvild Flugstad Østberg | Krista Pärmäkoski        | Anastasija Sedova        |
| Classifica finale   | Classifica finale | Classifica finale | Classifica finale | Ingvild Flugstad Østberg | Natal'ja Neprjaeva       | Krista Pärmäkoski        |
|                     |                   |                   |                   |                          |                          |                          |
| Finali 2019         |                   |                   |                   |                          |                          |                          |
| Data                | Località          | Nazione           | Specialità        | Primo                    | Secondo                  | Terzo                    |
| 22 marzo 2019       | Québec            | Canada            | SP TL             | Stina Nilsson            | Maja Dahlqvist           | Jonna Sundling           |
| 23 marzo 2019       | Québec            | Canada            | 10 km TC MS       | Stina Nilsson            | Therese Johaug           | Ingvild Flugstad Østberg |
| 24 marzo 2019       | Québec            | Canada            | 10 km TL PU       | Therese Johaug           | Krista Pärmäkoski        | Ebba Andersson           |
| Classifica finale   | Classifica finale | Classifica finale | Classifica finale | Stina Nilsson            | Therese Johaug           | Ingvild Flugstad Østberg |

Legenda:

TC = tecnica classica

TL = tecnica libera

SP = sprint

PU = inseguimento

MS = partenza in linea

### Classifiche

#### Generale
| Pos. | Nome                     | Nazione     | Punti |
| ---- | ------------------------ | ----------- | ----- |
| 1    | Ingvild Flugstad Østberg | Norvegia    | 1654  |
| 2    | Natal'ja Neprjaeva       | Russia      | 1431  |
| 3    | Therese Johaug           | Norvegia    | 1322  |
| 4    | Krista Pärmäkoski        | Finlandia   | 1316  |
| 5    | Stina Nilsson            | Svezia      | 1072  |
| 6    | Jessica Diggins          | Stati Uniti | 1005  |
| 7    | Ebba Andersson           | Svezia      | 918   |
| 8    | Julija Belorukova        | Russia      | 853   |
| 9    | Maja Dahlqvist           | Svezia      | 672   |
| 10   | Charlotte Kalla          | Svezia      | 658   |

#### Distanza
| Pos. | Nome                     | Nazione   | Punti |
| ---- | ------------------------ | --------- | ----- |
| 1    | Therese Johaug           | Norvegia  | 956   |
| 2    | Ingvild Flugstad Østberg | Norvegia  | 817   |
| 3    | Natal'ja Neprjaeva       | Russia    | 692   |
| 4    | Krista Pärmäkoski        | Finlandia | 687   |
| 5    | Ebba Andersson           | Svezia    | 646   |

#### Sprint
| Pos. | Nome                   | Nazione     | Punti |
| ---- | ---------------------- | ----------- | ----- |
| 1    | Stina Nilsson          | Svezia      | 626   |
| 2    | Maiken Caspersen Falla | Norvegia    | 583   |
| 3    | Maja Dahlqvist         | Svezia      | 482   |
| 4    | Sophie Caldwell        | Stati Uniti | 371   |
| 5    | Natal'ja Neprjaeva     | Russia      | 311   |